# Kloosterkerk van Løgumkloster
De Kloosterkerk van Løgumkloster (Deens: Kirke Løgumkloster) is de voormalige kerk van een cisterciënzer klooster in Denemarken. Het ligt in Zuid-Jutland (Noord-Sleeswijk) in de voormalige gemeente Løgumkloster, tegenwoordig de gemeente Tønder.

## Geschiedenis
Op uitnodiging van de bisschop van Ribe vestigden zich in het jaar 1173 in Seem ten oosten van Ribe cisterciënzer broeders vanuit het klooster van Herrevad in Schonen (tegenwoordig Zweden). Ze verhuisden in 1175 naar Løgumkloster, waar zich eerder een cluniacenzer klooster bevond. Dit gebeurde onder de heerschappij van Waldemar I en zijn kanselier Absalon van Lund, die tegelijkertijd aartsbisschop was en meerdere kloosters stichtte. Hij zette zich in voor de verbreiding van de cisterciënzer orde en veranderde het benedictijner klooster van Sorø in een cisterciënzer abdij. Kort voor 1200 werd begonnen met de bouw van de tegenwoordig nog bestaande kerk, waarvan de werkzaamheden tot het einde van het jaar 1300 voortduurden.
Het klooster vergaarde door talrijke schenkingen aanzienlijke bezittingen en behoorde tot de rijkste geestelijke instellingen van het hertogdom Sleeswijk. De reformatie maakte in 1548 een einde aan het klooster. Hertog Jan de Oudere van Sleeswijk-Holstein-Haderslev verkreeg het klooster toen als leengoed, terwijl de kerk een gewone parochiekerk werd. In 1614 werd uit het vrijgekomen sloopmateriaal van het klooster ten zuidwesten van de plaats het slot gebouwd.

## Gebouwen
Van de kloostergebouwen bleven slechts de zuidelijk aan het transept grenzende oostelijke vleugel met de kapittelzaal bewaard, Het werd gebouwd in het derde kwart van de 13e eeuw. De kerk is een drieschepige pijlerbasiliek en vertegenwoordigt de overgang van de romaanse naar de gotische architectuur. Het schip kreeg slechts twee van de oorspronkelijke drie geplande traveeën en een gotische trapgevel met een driedelig lancetraam. De beide transeptarmen hebben elk twee zijkapellen, waarvan de twee binnenste kapellen later tot de koorafsluiting verlengd werden. Het altaarstuk van de kerk stamt oorspronkelijk uit de kerk van Jerne. Bewaard bleef de trap naar het dormitorium in het zuidelijke transept.

## Afbeeldingen

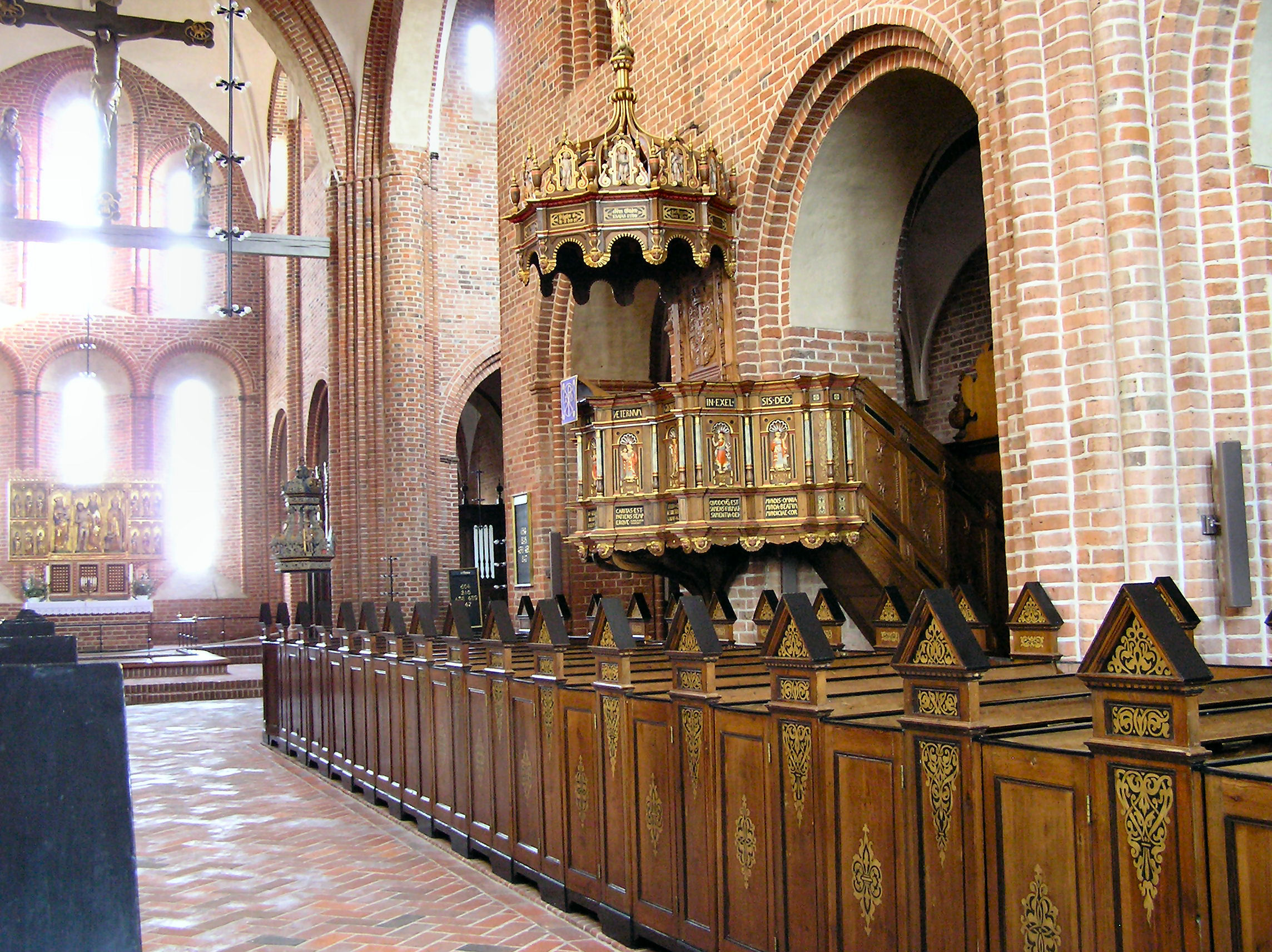
Preekstoel
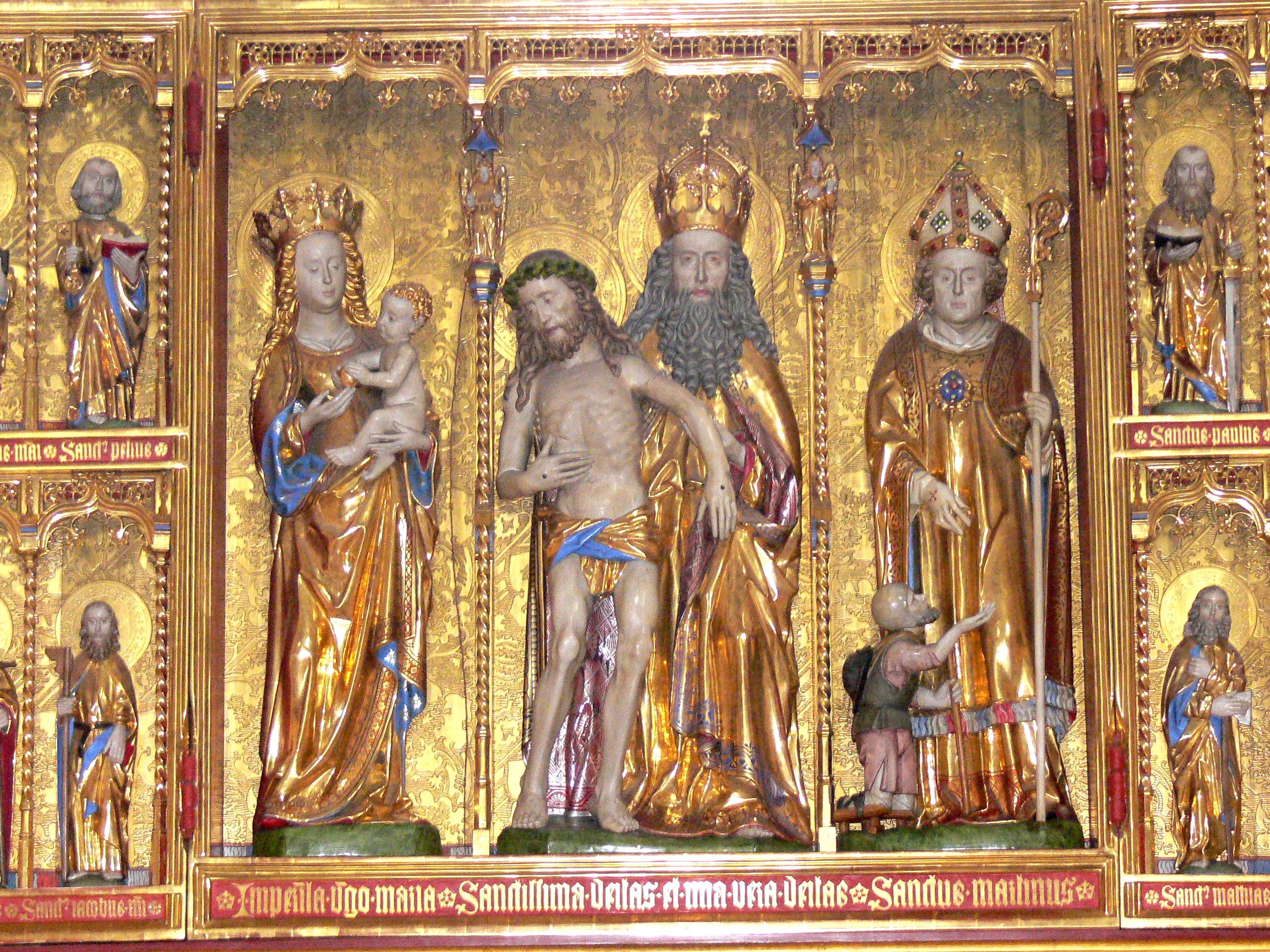
Hoogaltaar
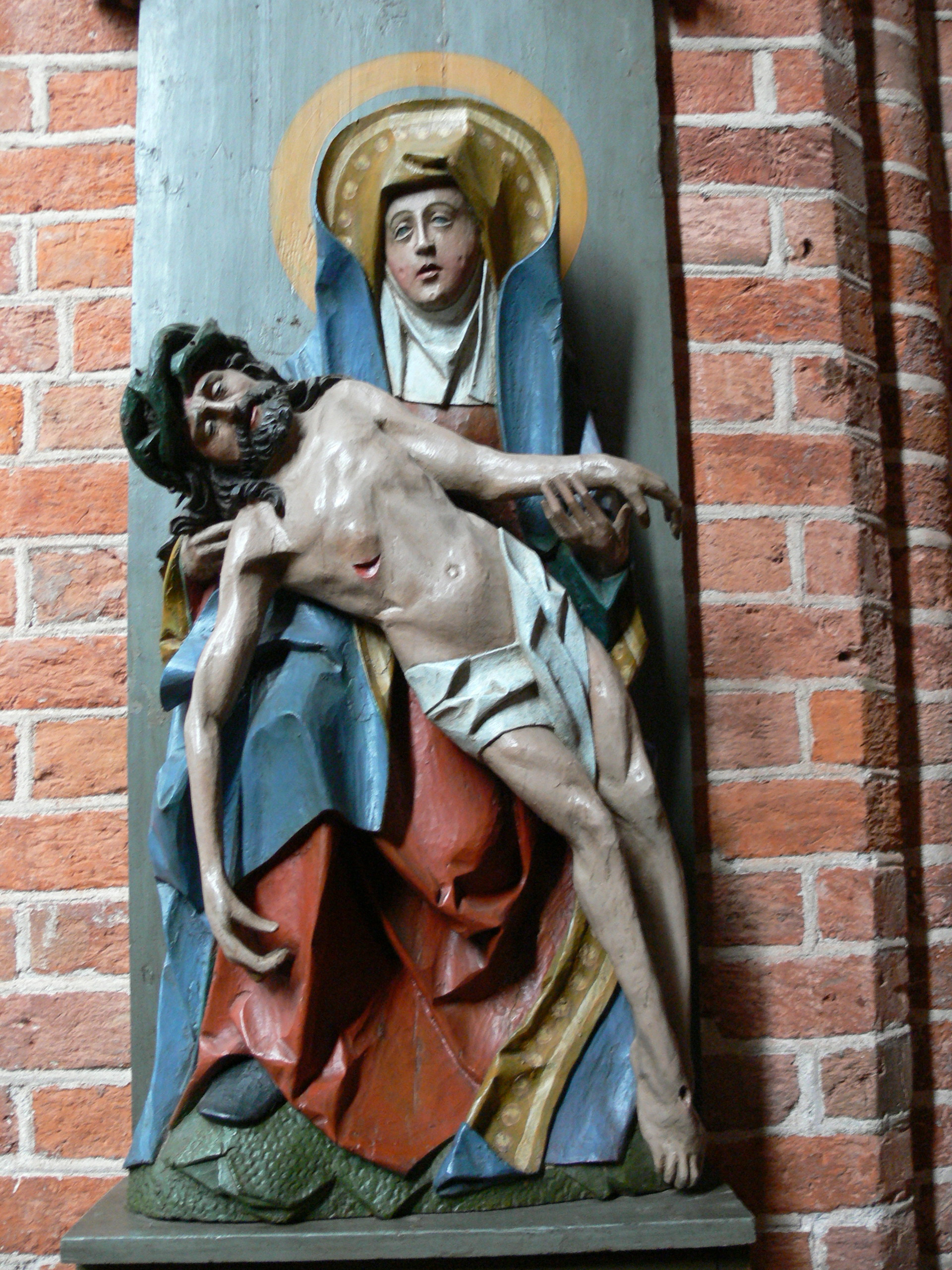
Pièta
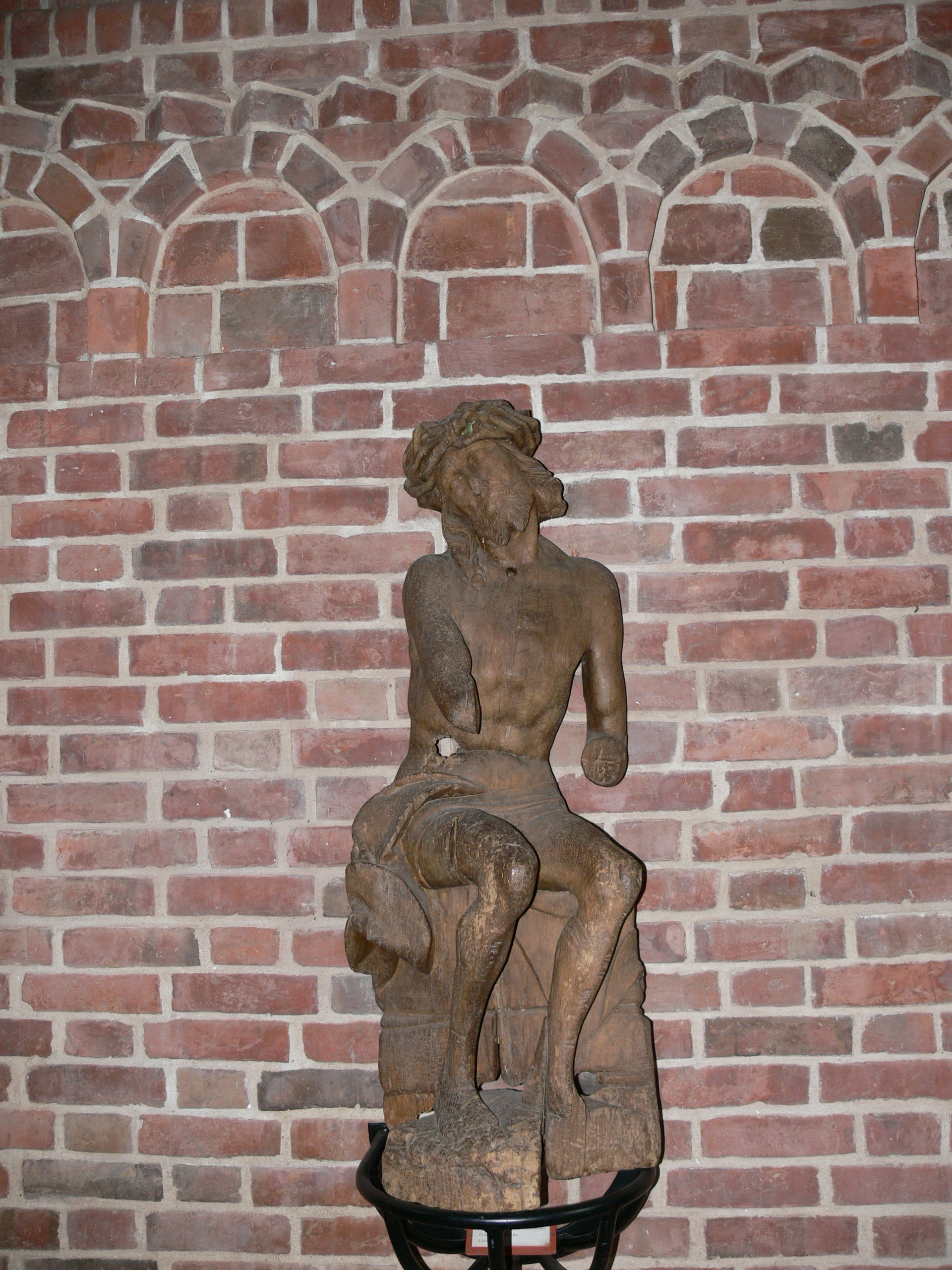
Man van Smarten
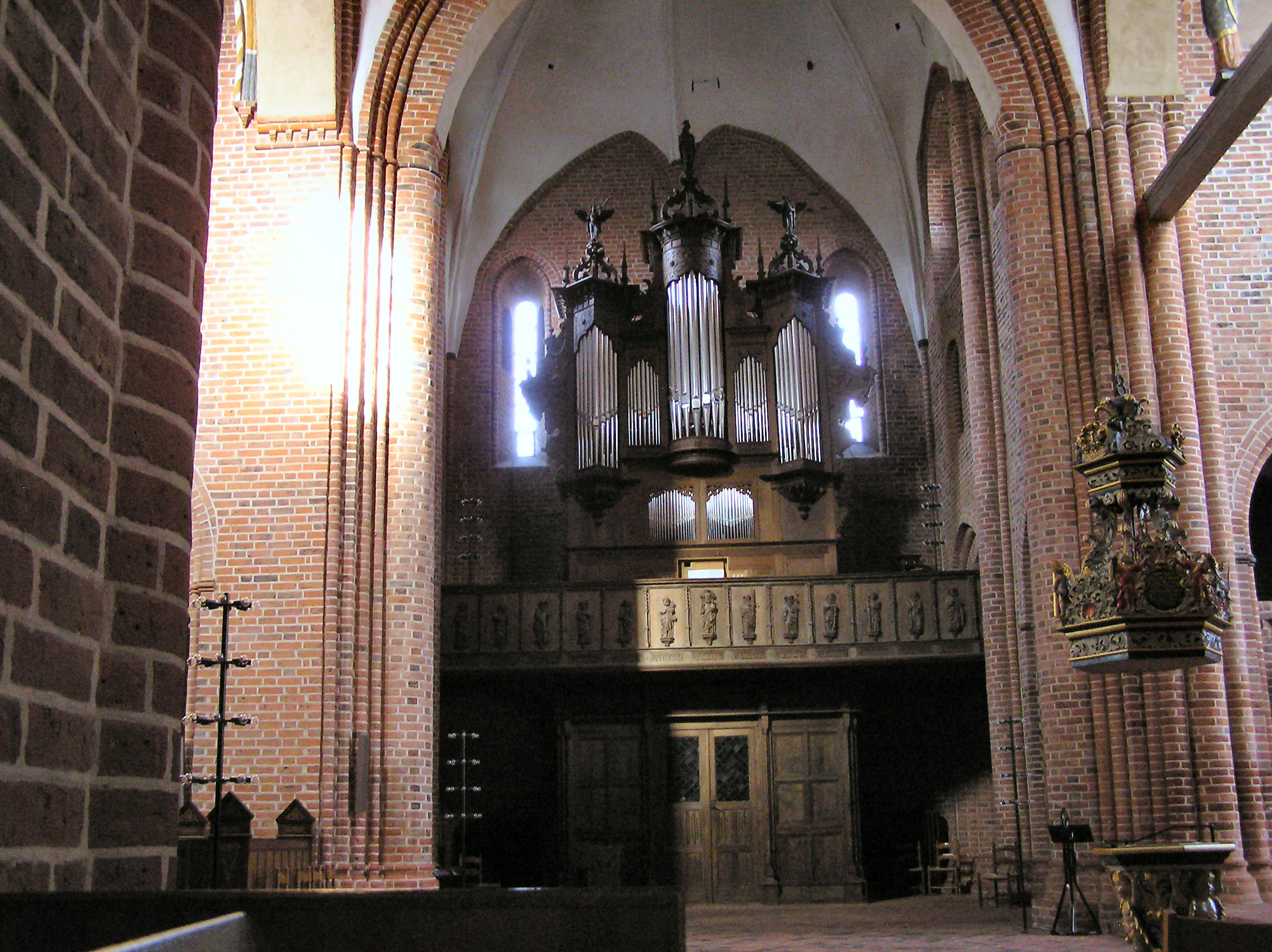
Orgel